# Мухаметдінова Сагіда Хашимівна
Сагіда Хашимівна Мухаметдінова (нар. 25 вересня 1931 — пом. 19 березня 2018) — канатниця Бєлорєцького металургійного комбінату. Почесний громадянин м. Бєлорєцька. Герой Соціалістичної Праці.

## Біографія
Сагіда Хашимівна Мухаметдінова народилася 25 вересня 1931 року в с. Зуяково Бєлорєцького району Башкирської АРСР.
Освіта — середня. Трудову діяльність розпочала у 1947 р. після закінчення школи фабрично-заводського навчання канатницею Бєлорєцького металургійного комбінату. За короткий час досконало оволоділа своєю професією і з року в рік домагалася високих показників у роботі, щоденну норму виробітку виконувала не нижче 110 відсотків. Однією з перших підтримала почин багатоверстатного обслуговування і працювала на 8-10 машинах замість трьох по нормі.
У 1976 р. С.X. Мухаметдінова виступила ініціатором соціалістичного змагання за дострокове виконання плану десятої п'ятирічки (1976—1980), узяла підвищені соціалістичні зобов'язання, з якими успішно впоралася. За п'ятирічку виконала сім річних норм, що видала 1 мільйон 800 тисяч метрів надпланових пасом відмінної якості при зобов'язанні 1 мільйон метрів. План 1980 р. виконала достроково — до 29 липня, справила 310 тисяч метрів пасом при плані 250 тисяч. В серпні 1980 р. взяла підвищені соціалістичні зобов'язання: виконати дев'ять місячних норм до 22 лютого 1981 р. та видати понад плану 150 тисяч метрів. На 1 січня 1981 р. виконала вісім місячних норм, видавши додатково до плану 230 тисяч метрів пасом високої якості.
С.X. Мухаметдінова подала 4 раціоналізаторські пропозиції, які дозволили удосконалити технологію виготовлення пасом, поліпшити умови праці. Досвідчена наставниця за роки десятої п'ятирічки навчила своєї професії 8 осіб.
За видатні виробничі досягнення, дострокове виконання завдань десятої п'ятирічки і взятих соціалістичних зобов'язань по випуску продукції, поліпшення її якості, підвищення продуктивності праці і виявлену трудову доблесть Указом Президії Верховної Ради СРСР від 2 березня 1981 р. С.X. Мухаметдіновій присвоєно звання Героя Соціалістичної Праці.
З 1984 р. працювала майстром виробничого навчання Бєлорєцького середнього професійно-технічного училища № 25, у 1986 р. вийшла на заслужений відпочинок.
С.X. Мухаметдинова — «Заслужений металург Башкирської АРСР» (1982).
На будівлі ліцею № 25 м. Бєлорєцька встановлена меморіальна дошка на честь Героя.
Мухаметдінова Сагіда Хашимівна проживала в м. Бєлорєцьку.

## Нагороди
- Герой Соціалістичної Праці (1981)
- Нагороджена орденами Леніна (1971, 1981), Жовтневої Революції (1974), «Знак Пошани» (1966), медалями.